# Kylie Hits
Kylie Hits è una raccolta della cantante australiana Kylie Minogue. È stata pubblicata in Giappone il 16 marzo 2011, in Hong Kong il 2 giugno 2011 e nelle Filippine il 28 giugno 2011 dalla EMI. L'album contiene i singoli estratti dagli album Light Years, Fever, Body Language, Ultimate Kylie, Showgirl Homecoming Live, X ed Aphrodite, più un remix di Get Outta My Way. È stata pubblicata anche un'edizione speciale contenente i video pubblicati da Spinning Around a Get Outta My Way.
Il 19 maggio 2025 la compilation è stata resa disponibile per lo streaming e il download digitale internazionale.

## Tracce
CD
1. Can't Get You out of My Head – 3:49
2. All the Lovers – 3:19
3. Wow – 3:12
4. Spinning Around – 3:26
5. On a Night like This – 3:31
6. In Your Eyes – 3:17
7. Love at First Sight – 3:57
8. Slow – 3:13
9. I Believe in You – 3:19
10. 2 Hearts – 2:51
11. Get Outta My Way – 3:38
12. The Loco-Motion (live) – 4:45
13. I Should Be So Lucky (live) – 3:23
14. Get Outta My Way (Yasutaka Nakata Remix) – 5:28

DVD Bonus
1. All the Lovers
2. Get Outta My Way
3. 2 Hearts
4. Wow
5. In My Arms
6. The One
7. All I See
8. I Believe in You
9. Giving You Up
10. Slow
11. Chocolate
12. Can't Get You Out of My Head
13. Spinning Around

## Classifiche
| Classifica (2011) | Posizione massima |
| ----------------- | ----------------- |
| Giappone          | 62                |